# Stadsbrand van Eindhoven (1486)
De stadsbrand van 1486 is een stadsbrand die de Nederlandse stad Eindhoven heeft getroffen. 
Bij deze brand op Palmzondag 19 maart 1486 werd de gehele toen nog kleine stad Eindhoven in de as gelegd. Alleen een zestal huisjes buiten het centrum bleef gespaard.
De brand lijkt samen te hangen met oorlog met de Geldersen. De kerk werd door een legermacht onder leiding van Robert van Aremberg, een bondgenoot der Geldersen, geplunderd. Tegelijkertijd werd de stad van alle kanten in brand gestoken.
Bij deze stadsbrand zijn bijna alle geschreven bronnen van voor 1486 verloren gegaan. Een van de gebouwen die verloren ging was de oude Sint Catharinakerk. Ook het kasteel brandde af.  

## Externe bronnen
- Brabantserfgoed.nl
- Eindhoven in de middeleeuwen[dode link]
- De geschiedenis van Eindhoven
- Opgravingen onder het Sint Catharinaplein
- Uit de schepenprotocollen van Eindhoven